# Prvenstvo Kraljevine Jugoslavije u vaterpolu 1935.
Vaterpolsko prvenstvo Kraljevine Jugoslavije za 1935. godinu je jedanaesti put zaredom osvojio Jug iz Dubrovnika.

## Završnica prvenstva
Završnica vaterpolskog prvenstva Kraljevine Jugoslavije je održano 31. kolovoza i 1. rujna 1935. u Dubrovniku u sklopu državnog prvenstva u plivanju i vaterpolu.

## Ljestvica
| mj | klub               | ut. | pob. | ner. | por. | gol+ | gol- | bod. |
| -- | ------------------ | --- | ---- | ---- | ---- | ---- | ---- | ---- |
| 1. | Jug Dubrovnik      | 2   | 2    | 0    | 0    | 19   | 0    | 4    |
| 2. | Jadran Herceg Novi | 2   | 1    | 0    | 1    | 4    | 12   | 2    |
| 3. | Ilirija Ljubljana  | 2   | 0    | 0    | 2    | 3    | 14   | 0    |

## Rezultati
| Rezultati    | Rezultati        | Rezultati |
| datum        | klubovi          | rez.      |
| ------------ | ---------------- | --------- |
| 31. kolovoza | Jadran - Ilirija | 4:3       |
| 1. rujna     | Jug - Jadran     | 9:0       |
| 1. rujna     | Jug - Ilirija    | 10:0      |

## Poveznice
- Jugoslavenska vaterpolska prvenstva